# Valentin Afonin
Valentin Afonin rusky Валентин Иванович Афонин; (22. prosince 1939 Vladimir – 2. dubna 2021) byl ruský fotbalista, obránce, jenž reprezentoval někdejší Sovětský svaz.

## Fotbalová kariéra
V nejvyšší soutěži Sovětského svazu hrál za SKA Rostov na Donu a CSKA Moskva. Nastoupil ve 258 ligových utkáních a dal 1 gól.
S CSKA Moskva získal v roce 1970 mistrovský titul. Za reprezentaci Sovětského svazu nastoupil v letech 1965-1970 ve 42 utkáních. Byl členem reprezentace Sovětského svazu na mistrovství světa ve fotbale 1966, nastoupil v 1 utkání. Byl členem reprezentace Sovětského svazu na mistrovství Evropy ve fotbale 1968, nastoupil ve 2 utkáních. Byl členem reprezentace Sovětského svazu na mistrovství světa ve fotbale 1970, nastoupil ve 3 utkáních. 

## Ligová bilance
| Ročník                               | Zápasy | Góly | Klub               |
| ------------------------------------ | ------ | ---- | ------------------ |
| Sovětská fotbalová Vysšaja liga 1961 | 9      | 0    | SKA Rostov na Donu |
| Sovětská fotbalová Vysšaja liga 1962 | 31     | 0    | SKA Rostov na Donu |
| Sovětská fotbalová Vysšaja liga 1963 | 18     | 0    | SKA Rostov na Donu |
| Sovětská fotbalová Vysšaja liga 1964 | 24     | 0    | SKA Rostov na Donu |
| Sovětská fotbalová Vysšaja liga 1965 | 28     | 0    | SKA Rostov na Donu |
| Sovětská fotbalová Vysšaja liga 1966 | 15     | 0    | SKA Rostov na Donu |
| Sovětská fotbalová Vysšaja liga 1967 | 22     | 0    | SKA Rostov na Donu |
| Sovětská fotbalová Vysšaja liga 1968 | 28     | 1    | CSKA Moskva        |
| Sovětská fotbalová Vysšaja liga 1969 | 28     | 0    | CSKA Moskva        |
| Sovětská fotbalová Vysšaja liga 1970 | 24     | 0    | CSKA Moskva        |
| Sovětská fotbalová Vysšaja liga 1971 | 18     | 0    | SKA Rostov na Donu |
| Sovětská fotbalová Vysšaja liga 1972 | 9      | 0    | SKA Rostov na Donu |
| Sovětská fotbalová Vysšaja liga 1973 | 4      | 0    | SKA Rostov na Donu |
| CELKEM 1. liga                       | 258    | 1    |                    |